# Janakpur Railway

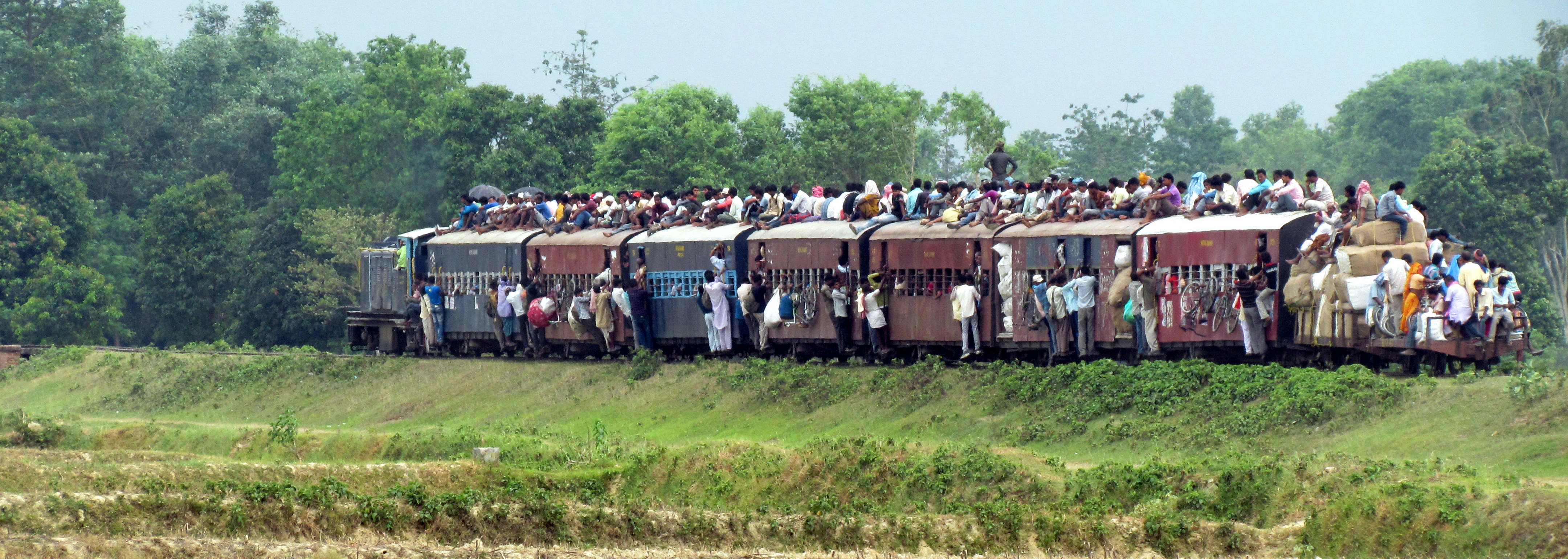
Train entre Janakpur et Jaynagar, 31 mai 2012.

Le Janakpur Railway est un chemin de fer à voie étroite reliant Jainagar (Jaynagar) en Inde à Janakpur au Népal.

## Histoire
La ligne du Janakpur Railway a été construite vers 1937 et exploitée jusque vers 1995 à l'aide de 11 locomotives à vapeur. Après cette date, deux locomotives diesel ont pris le relai. L'ancien dépôt des locomotives à vapeur se trouve à Khajuri, localité plus importante à deux kilomètres de la frontière indienne. 

## Description
Le Janakpur Railway est exploité par un organisme d'État népalais :  la Nepal Railways Corporation Ltd. (NRC)
La ligne à écartement de 762 mm (2 pieds 6 pouces) quitte Jayanagar en Inde, gare d'échange avec le réseau à voie large (1676 mm) des chemins de fer indiens (Indian Railways), pour traverser la frontière népalaise après 3 kilomètres. La section exploitée entre Jayanagar et Janakpur est longue de 29 km et se prolonge par une section de 21 km de Janakpur à Bijalpura, la ligne totalisant 50 km dont 47 au Nepal.
En 2016, les travaux de conversion  à l'écartement large (1676 mm) et d'extension entre Janakpur et Bardibas sont en cours . Bardibas se trouve à 68 km du point d'origine de la ligne à Jayanagar en Inde et est à la jonction avec la future ligne est-ouest.

## Exploitation
Depuis l'introduction de la traction diesel vers 1995, le train limité à 20 km/h en raison de l'état de la voie met deux heures et demie pour parcourir le trajet de 29 km entre Jayanagar en Inde et Janakpur. Trois trains journaliers sont prévus par sens et se croisent à Mahinathpur.
Depuis 2002, la section entre Janakpur et Bijalpura n'est plus exploitée en raison d'un pont endommagé à Mahottari.
À partir du 15 janvier 2014, l'exploitation du Janakpur Railway est à l'arrêt en raison d'un problème financier empêchant la fourniture de carburant. Cependant, sa remise en service serait plutôt couplée à sa mise à voie large et à la construction d'une extension vers Bardibas. Fin 2014, des travaux débutent en effet près de Janakpur.